# Pieter Stockmans
Pieter Stockmans is een Belgische journalist die werkzaam is bij MO* magazine.

## Journalistiek
Van 2010 tot begin 2016 werkte Pieter als freelance onderzoeksjournalist en publiceerde hij voor MO* magazine, Knack, De Standaard, Middle East Eye en Al Jazeera English.
Samen met VRT-journalist Majd Khalifeh lanceerde Pieter het journalistieke project Tussen Vrijheid en Geluk. In 2014 trok hij samen met fotograaf Xander Stockmans en onderzoeker Montasser AlDe'emeh naar Jordanië waar hij jihadisten van ISIS en Jabhat al-Nusra volgde.
Voor MO* magazine volgt Pieter Stockmans het mondiale optreden van de Europese Unie, het Europese vluchtelingenbeleid, de evoluties in Midden-Europa en de regio ten oosten van de EU.

## Publicaties
Met Montasser AlDe'emeh schreef hij het boek De Jihadkaravaan (Uitgeverij Lannoo, 2015), dat werd genomineerd voor de Brusseprijs, een onderscheiding voor het beste Nederlandstalige journalistieke boek.
- Library of Congress Control Number: n2015064227
- Nederlandse Thesaurus van Auteursnamen: 393749029
- Virtual International Authority File: 317185316
- WorldCat: E39PCjrPBVCxyr77VBYjqhrdDC